# Équipe de Suède masculine de basket-ball en fauteuil roulant
Actualités
L’équipe de Suède de handibasket est la sélection qui représente la Suède dans les compétitions majeures de basket-ball en fauteuil roulant. Elle compte trois médailles européennes dont un titre, acquis en 2007, plus deux médailles de bronze consécutives au championnat du monde 1983 et aux Jeux paralympiques de 1984.

## Palmarès

### Parcours paralympique
L'équipe de Suède a disputé quatre éditions des Jeux paralympiques.
- 1984 :  Médaillée de bronze à  New York /  Stoke Mandeville
- 1992 : 9e place à  Barcelone
- 1996 : 9e place à  Atlanta
- 2000 : 7e place à  Sydney
- 2004 : Non qualifiée
- 2008 : 10e place à  Pékin
- 2012 : Non qualifiée

### Palmarès aux Championnats du Monde
L'équipe des Pays-Bas a disputé une finale mondiale, en 1998.
- 1983 :  Médaillée de bronze à  Halifax
- 1994 : 8e place à  Edmonton
- 1998 : Non qualifiée
- 2002 : Non qualifiée
- 2006 : 6e place à  Amsterdam
- 2010 : Non qualifiée
- 2014 : 13e place à  Incheon[3]

### Palmarès européen
- 1982 :  Médaillée de bronze aux Championnats d'Europe à  Falun
- 2005 :  Médaillée de bronze aux Championnats d'Europe à  Paris
- 2007 :  Médaillée d'or aux Championnats d'Europe à  Wetzlar
- 2013 : 4e place aux Championnats d'Europe à  Francfort-sur-le-Main
- 2015 : 9e place aux Championnats d'Europe à  Worcester
- 2017 : 12e place aux Championnats d'Europe à  Adeje

## Joueurs célèbres ou marquants
- Joachim GUSTAVSSON
- Joakim LINDEN
- Joakim BLOMQVIST
- Joakim LINDBLOM